# 키소르토키아
키소르토키아(학명: Kiisortoqia soperi 키소르토키아 소페리[*])는 캄브리아기 초기에 출현했던 멸종한 절지동물로 그린란드에 위치하는 시리우스 파셋 라거슈테테에서 발견되었다. 몸의 외형이 마치 삼엽충과 닮았은 한편으로 방사치목의 것과 유사한 커다란 전방부속지도 달려 있다.

## 특징

모식표본에 기반한 크기 비교도

키소르토키아의 몸은 단순하게 생긴 머리방패와 몸통마디 16개 그리고 꼬리방패로 이루어져 있다. 외관의 경우 몸의 형태는 거의 타원형으로 세로폭이 가로폭보다 약 2배 더 길며, 제3~5마디 중 앞의 제3마디가 가장 넓은 부분이다.
머리방패는 단순하게 생겼으며 볼록한 모양에 세로폭보다 가로폭이 더 크다. 그리고 전체 몸길이의 약 20%를 차지한다. 체간마디의 길이는 너비의 1/5 수준으로 짧으며 각 마디의 뒷모서리는 바로 그 뒤의 다른 마디와 약 1/5 정도로 일부 겹친다. 제1~5체간마디 전부 같은 너비이며 뒤에 있는 체간마디들은 뒤로 갈수록 너비가 점점 줄어든다. 체절 가운데로 마디의 절반을 구성하고 삼엽 모양인 축이 자세히 보인다. 각 체간마디의 옆 끝에는 꼬리쪽으로 뻗어 있는 긴 여러 가시들이 달린다. 꼬리는 크기가 작으며 반원형이고 길이는 너비의 절반이다.
첫 마디는 한 쌍의 수직으로 난 커다란 부속지가 달리는데, 이 부속지는 몸길이의 약 절반에서 2/3만큼 길다. 15마디의 체절들이 원기둥 줄기를 이룬다. 마디는 바깥면이 편평하며 매우 널찍한 가시 2개가 나 있다.
다른 다리들(머리방패 아래에 있는 3쌍의 다리와 16쌍의 체간마디 다리)은 이분지로 구성되어 있다. 원절(basipod)은 길고  사다리꼴이며 가시 숫자가 다른 두 줄이 있다. 외지(exopod)는 노 모양의 지느러미이며, 센털이 테두리에 둘러져 있다. 길이는 내돌기의 길이를 2/3 이상 약간 넘어간다.
내장은 간혹 화석표본에서 3차원 형태로 잘 보존되어 있는데, 이는 인화 작용(phosphatization)으로 인해 화석화된 덕분이다.

## 생태
키소르토키아는 헤엄을 잘 치는 동물이었을 것으로 여겨진다. 커다란 노 모양 외지는 수영에 적합했을 것이다. 키이소르토키아의 강건한 부속지로 먹잇감을 사냥하여 가시투성이의 원절을 이용해 입으로 먹이를 가져왔을 것이다.

## 학명
속명은 그린란드어로 포식자 또는 사냥꾼을 뜻한다. 종소명은 시리우스 동물군을 발견하고 그 장소에서 첫 화석을 발굴했던 A. K. 히긴스와 함께 했던 노먼 존 소퍼(norman Jahn (Jack) Soper)를 위한 경의를 표하고자 붙인 것이다.

## 분포
그린란드 북부의 페어리랜드(Peary Land)에 위치한 캄브리아기 전기에 해당하는 시리우스 파셋 라거슈타테 보호구역(Sirius Passet Konservat-Lagerstätte)에서 170점 이상의 화석표본들이 1985년에서 2006년에 이르는 몇 번의 탐사 과정에서 복원되었다. 화석표본들은 보통 어느 정도 완전히 복원되었지만 관절이 없는 화석은 발견이 되지 않았다.

## 체계 위치
키소르토키아는 절지동물 왕관군의 상동점 세 가지를 보유하고 있다.(전방부속지, 다리 3쌍이 난 머리방패, 센털이 테두리에 난 지느러미 모양 외지) 하지만 절지동물 내의 정확한 지위는 눈이 없고 꼬리방패의 모양이 모호한 점을 비루어 볼 때 구별이 힘들다. 협각류의 다리와의 가능성 있는 공통파생형질은 순전히 추측 상태에 있다. 이후의 계통 분석은 연구된 나머지 절지동물 왕관군의 자매분류군으로 두어 위치 문제를 해결했다. 이후 연구에서도 중국 청장 생물군에서 발견된 부시제이아(학명: Bushizheia)와 형태상 닮아 매우 근연인 것으로 추정하였다. 일부 분석에서는 삼엽충과 근연종이 속해있는 우지동물(Artiopoda)과 근연인 것으로 추론한다.